# Basatjärnen
Basatjärnen är en sjö i Sollefteå kommun i Ångermanland och ingår i Ångermanälvens huvudavrinningsområde. Sjön har en area på 0,0591 kvadratkilometer och ligger 252 meter över havet.

## Delavrinningsområde
Basatjärnen ingår i det delavrinningsområde (705349-157423) som SMHI kallar för Utloppet av Tomsjön. Medelhöjden är 272 meter över havet och ytan är 7,72 kvadratkilometer. Det finns ett avrinningsområde uppströms, och räknas det in blir den ackumulerade arean 25,51 kvadratkilometer. Tågån som avvattnar avrinningsområdet har biflödesordning 3, vilket innebär att vattnet flödar genom totalt 3 vattendrag innan det når havet efter 156 kilometer. Avrinningsområdet består mestadels av skog (55 procent) och sankmarker (38 procent). Avrinningsområdet har 0,45 kvadratkilometer vattenytor vilket ger det en sjöprocent på 5,9 procent.